# 코로나19와 임신
코로나바이러스감염증-19(코로나19)의 감염 여부가 임신에 끼치는 영향은 실질적 자료의 부족으로 인해 명확히 규명되지 않았으며, 중증급성호흡기증후군(SARS, 사스)나 중동호흡기증후군(MERS, 메르스) 등 유사 감염병 사례를 토대로 한 예측 결과는, 치명적인 감염병이 임산부에게 더욱 위험했음을 시사한다. 반면, 2020년 3월자 연구 결과는, 임산부에 대한 코로나바이러스감염증-19 폐렴의 의학적 지표는 임신하지 않은 사람의 것과 유사했음을 보여준다. 코로나19로 인해 유산 위험이 증가된다는 데이터는 존재하지 않으며, SARS 및 메르스 관련 연구는 감염과 유산 또는 임신 중기 태아 소실 간의 상관관계에 대해서는 서술하지 않았다.
임신 중의 여러 증상, 가령 당뇨병, 심부전증, 응고항진성 또는 고혈압이 임신하지 않은 사람들에게는 추가적인 위험 요소에 해당하지만, 이것이 임신부에게도 적용되는지는 분명하지 않다. 제한된 가용 데이터에 따르면, 임신후기 중의 수직감염은 아마 일어나지 않았거나, 아주 드물게 발생한다. 2020년 4월 기준, 임신 초기 관련 데이터는 존재하지 않는다. 또한 2020년 4월까지 코로나19의 영향으로 초기 임신 중절 및 유산 위험이 증가했다는 데이터 역시 없다.

## 권고 사항
세계보건기구 (WHO)와 미국 질병통제예방센터 (CDC)는 임신부에게 입 가리고 기침하기, 환자와 접촉 금지, 비누와 손 세정제를 이용한 손 씻기 등 감염 방지를 위한 공공수칙 준수를 조언했다.

### 공공 권고 사항
유엔 인구 기금 (UNFPA)은 치료 중인 산부인과 환자들과의 접촉할 시 지켜야 할 7가지 공공 수칙을 권고했다.
1. 시설 입장 전, 직원과 환자들이 손을 씻을 수 있는 시설에 접근할 수 있도록 보장하기
2. 각 보건 시설 세면장에 비누와, 손을 닦기 위한 깨끗한 천 또는 일회용 수건 구비하기
3. 조산사가 직접 환자를 조리하는 경우, 자주 손을 씻게 할 것. 이 때 비누와 물을 이용하여, 회당 적어도 20초 이상 씻을 것. 이는 새로운 조산사가 들어오기 전, 그리고 신체 검사 전 반드시 행할 것. 조산사는 신체 검사 이후 즉시, 그리고 환자가 떠난 뒤 다시 1회 손을 씻을 것. 또한 바닥 청소 및 코 풀기 또는 재채기 이후에도 반드시 행할 것. 특히 깨끗한 물을 사용할 수 없을 경우 손 세정제를 사용할 것[10]
4. 눈, 코, 입에 손 대지 않기
5. 직원과 환자 모두, 휴지나 팔꿈치로 입을 가리고 재채기를 하는 것과 이후 손을 씻도록 조언하기
6. 조산사는 시설에 입장할 때마다 적어도 팔 길이 두 배 이상 사회적 거리두기를 유지하기. 신체 검사 전후 손 씻기를 한 조산사가 코로나19로 의심되거나 또는 확진 판정이 나지 않는 한, 신체 검사 및 환자 접촉은 평소대로 행할 것[11]
7. 환자와 직원이 거쳐 간 바닥은 표백제나 다른 물질로 소독할 것. 반드시 환자들 사이의 바닥을 휴지나 깨끗한 천으로 닦고 손을 씻을 것[12]

### 출산 전 관리
영국 왕립 산부인과 학회 (RCOG)와 영국 왕립 조산사 학회 (RCM)는 출산 전·산후조리가 필수적인 것이며, "임신부들에게는 예전만큼이나 임신, 출산, 조기 부모교육에 대한 지원, 조언, 관리 및 지도가 필요하다"고 조언한다. 감염 위험을 최소화하기 위해, RCOG와 RCM은 일부 직원이 화상 회의 등을 통해 원격 근무를 시행해야 한다고 조언한다. 또한 대면 업무의 경우, 코로나19 증상이 발현될 시 7일을, 가정 내 유증상자가 있는 경우 14일을 연기해야 한다고 권고한다. 대면 업무가 필요한 곳에서, 코로나19 유증상자 또는 확진자인 환자가 임신 중이어서 조리가 필요한 경우, 환자는 병원 또는 진료소에 입장하기 전 해당 시설에 그 사실을 알려 감염관리가 시행될 수 있도록 해야 한다고 조언한다.

### 분만 중
영국의 공식 지침에서는, 여성의 분만 및 출산 시 병원은 증상이 없는 동반자를 곁에 둘 수 있도록 허용 및 장려해야 한다고 적혀 있다.
2020년 4월 기준, 질 분비물을 통한 바이러스 감염에 대한 증거는 존재하지 않는다. 따라서 출산 방법은 (자연 분만 또는 제왕절개) 임신부와 상의한 뒤, 기타 금지 사유가 없다면 당사자가 원하는 방식을 고려해야 한다. 환자가 선택적 제왕절개 또는 유도분만이 예정되어 있는 경우, 개별 평가 (individual assessment)에서는 타인의 감염 위험을 줄이기 위해 일정 연기가 가능한지 고려해야 한다. 태반, 양막 등 임신부산물은 선천적 코로나바이러스에 노출 또는 감염되지 않는다고 보여지며, 코로나바이러스 감염 위험 역시 제기되지 않는다.

### 산후조리
영국 정부는 산모와 건강한 아기 간의 예방적 분리를 함부로 실시해서는 안 되며, 신생아 관리가 필요하지 않은 산후기간에는 함께 있도록 해야 한다고 권고하고 있다. 유엔 인구 기금에 따르면, 여성들은 의료진과 협의하여 가능한 한 정상적으로 모유 수유를 하도록 권장된다.